# St. Paul (Arkansas)
St. Paul è un comune degli Stati Uniti d'America, situato in Arkansas, nella contea di Madison.